# Oba Chandler
Oba Chandler, född 11 oktober 1946 i Cincinnati, Ohio, död 15 november 2011 i Raiford, Union County, Florida, var en amerikansk brottsling och dödsdömd mördare, som avrättades med en dödlig giftinjektion 2011. 
Den 1 juni 1989 mördade Chandler tre kvinnor från Ohio som var på semester i Florida genom att dränka dem i Tampa Bay i Tampa i Florida. Fallet med morden på Joan (36), Michelle (17) och Christe Rogers (14) förblev ouppklarat till 1992 då Chandler den 24 september greps, misstänkt för morden. Hundratusentals tips kom också in till Tampa-polisen, vilket försvårade utredningen ytterligare. En del av Chandlers familj och Joan Rogers man Hal Rogers var 1995 gäster på Maury Povichs talkshow där de diskuterade händelserna 1989 och hur det hade påverkat deras familjer och dem själva. Chandler medverkade också på satellitlänk från dödscellen i Florida. 1997 kom artikelserien Angels & Demons ut som handlade om Rogersmorden. Den vann Pulitzerpriset 1998 och artiklarna publicerades i tidningen St Petersburg Times.

## Biografi
Chandler föddes och växte upp i Cincinnati, Ohio i en familj med fem barn där han var det fjärde. Hans föräldrar var Oba Chandler Sr och Margaret Johnson. När Chandler var tio år gammal hängde sig fadern i familjens källare. Faderns död tog Chandler så hårt att han hoppade ner i faderns grav under begravningen medan gravplatsen höll på att skyfflas igen. Detta inträffade i juni 1957. Efter händelsen gick Chandlers liv utför och han började stjäla bilar vid 14 års ålder och anhölls 20 gånger innan han hade fyllt 18 år. Andra brott han gjorde sig skyldig till var stalkning, inbrott, kidnappning och väpnat rån. Oba Chandler blev far till åtta barn. Det sist födda barnet innan Chandlers häktades var Whitney Chandler som föddes i februari 1989. Mellan maj och september 1991 arbetade Chandler som infiltratör och gav insiderinformation till tullen i Tampa, samtidigt som Tampapolisen utredde morden på familjen Rogers.

## Brottet
Den 4 juni 1989 påträffades liken av en 36-årig kvinna och hennes två döttrar, 17 och 14 år gamla, i Tampa Bay i Florida. De hade blivit våldtagna, bundna och hade cementblock runt sina halsar. Enligt rättsläkaren hade de dött av strypning eller drunkning. Offren identifierades efter en vecka som Joan, Michelle och Christe Rogers alla från samma familj från Ohio. Familjen var på semester i Florida när de stötte på Chandler tidigt den 1 juni 1989 i Tampa, Florida. Polisen kom till slutsatsen att kvinnorna antagligen kastades i Tampa Bay medan de fortfarande levde, en efter en med cementblock fastbundna runt halsarna.
Polisen som utredde fallet hittade en filmrulle på det hotellrum som familjen checkat in på tidigt den 1 juni, där bland annat ett foto på Michelle Rogers fanns, taget bara några minuter innan familjen gav sig av till båtrampen för att träffa en trevlig främling. De tre kvinnorna sågs senast i livet vid halv åtta-tiden på kvällen den 1 juni på hotellets restaurang. Polisens utredare tror att kvinnorna sen mötte Chandler vid en brygga och gick ombord på hans båt. Familjen Rogers tandläkare kontaktades för att identifiera liken efter de tre genom tidigare röntgenbilder av offrens tänder. Det blev en matchning mellan bilderna och tänderna på offren. Utredarna fastställde också med hjälp av experter på vattenströmmar att kropparna måste ha slängts ifrån en båt ute till havs och inte ifrån en brygga. Polisen som inte hade några spår efter mördaren mer än kropparna kunde snart inte komma mycket längre i utredningen.

## Gripande och dom
Fallet med morden på Joan, Michelle och Christe Rogers förblev ouppklarat till 1992 då Chandler den 24 september blev anhållen och misstänkt för morden. Hundratusentals tips kom också in till Tampapolisen vilket försvårade utredningen ytterligare. Fingeravtryck på en broschyr som hittades i familjen Rogers lägenhet som matchade Chandlers fingeravtryck, samt tips ifrån Chandlers granne blev slutligen Obas fall. Chandlers handstil på broschyren där han hade skrivit ner var hans båt låg så att familjen skulle hitta matchades också till Chandlers handstil. Oba Chandler hade också rymt med sin familj och flyttat ifrån Tampa till Port Orange 1991 när ett avsnitt av Unsolved Mysteries tog upp fallet och bad om hjälp med att lösa trippelmordet. Efter en lång rättegång, där bland annat ett våldtäktsförsök på en annan kvinna två veckor före morden hade tagits upp som bevis, dömdes Chandler till döden den 4 november 1994 för mord (first degree murder) på alla tre kvinnorna.

## Media
Discovery Channel gjorde programmet Scene of the Crime där ett entimmesavsnitt handlade om Chandlers morddåd; avsnittet heter The Tin Man.  Fallet har också tagits upp i programmet Forensic Detectives. År 1997 kom artikelserien Angels & Demons ut som handlade om Rogers-morden. Den vann Pulitzer-priset 1998 och artiklarna publicerades i tidningen St Petersburg Times. År 1991 tog TV-serien Unsolved Mysteries upp morden där tittarna kunde ringa in och ge tips men utan något större resultat. Boken Bodies in the Bay kom ut 2000 och var skriven av Mason Ramsey och berörde brotten och dess natur. Fallet togs också upp i TV-programmet Cold Case Files som sändes på A&E Network. En del av Chandlers familj och Joan Rogers man Hal Rogers var 1995 gäster på Maury Povich show där de diskuterade händelserna 1989 och hur det hade påverkat deras familjer och dem själva. Chandler medverkade också på satellitlänk ifrån death row i Florida.

## Avrättning
Chandler blev avrättad med en giftinjektion klockan 22.25 svensk tid den 15 november 2011 i Florida State Prison i Raiford, Florida.

## Nytt mord
Den 25 februari 2014 meddelade utredare att med hjälp av DNA kunde identifiera Chandler som den skyldiga för mordet och våldtäkten på Ivelisse Berrios-Beguerisse, en kvinna som försvann i Coral Springs, Florida den 27 november 1990.